# Changgai
Changgai (kinesiska: 长陔) är en socken i östra Kina. Den ligger i She härad i staden Huangshan i provinsen Anhui, omkring 270 kilometer sydost om provinshuvudstaden Hefei. Antalet invånare är 11 955. Befolkningen består av 5 781 kvinnor och 6 174 män. Barn under 15 år utgör 14,0 %, vuxna 15-64 år 75 %, och äldre över 65 år 9,0 %.